# NGC 256
NGC 256 è un ammasso aperto situato nella costellazione del Tucano.

## Descrizione
NGC 256 è situato all'incirca alla stessa distanza dalla Terra della Piccola Nube di Magellano, vale a dire 199.000 anni luce.

## Scoperta
L'ammasso NGC 256 è stato scoperto l'11 aprile 1834 dall'astronomo britannico John Herschel.